# Wilby, Norfolk
Wilby är en by i Quidenham, Breckland, Norfolk i England. Byn är belägen 6 km 
från Attleborough. Wilby var en civil parish fram till 1935 när blev den en del av Quidenham. Civil parish hade 94 invånare år 1931. Byn nämndes i Domedagsboken (Domesday Book) år 1086, och kallades då Wilebey/Wilgeby/Willebeih.